# Coleman megye
Coleman megye az Amerikai Egyesült Államokban, azon belül Texas államban található. Megyeszékhelye és legnagyobb városa Coleman. Lakosainak száma 7684 fő (2020. április 1.). Coleman megye Callahan, Runnels, Brown, McCulloch, Taylor és Concho megyékkel határos.

## Népesség
A megye népességének változása:
| Lakosok száma | 8888 | 8743 | 8680 | 8543 | 8338 | 7684 |
|               | 2010 | 2011 | 2012 | 2013 | 2015 | 2020 |